# Casper (film, 1995)
A Casper egész estés amerikai vegyes technikájú fantasy filmvígjáték, amely a Seymour Reit és Joe Oriolo Casper a barátságos szellem című képregényein alapuló első élőszereplős-animációs film, valós és számítógéppel készült hátterek kombinálásával. A forgatókönyvet Sherri Stoner és Deanna Oliver írta, Brad Silberling rendezte, a zenéjét James Horner szerezte, a producer Colin Wilson. A főszereplői Christina Ricci, Bill Pullman, Cathy Moriarty, Eric Idle és Amy Brenneman. Az Amblin Entertainment és a The Harvey Entertainment Company készítette, az Universal Pictures forgalmazta.
Az Amerikai Egyesült Államokban 1995. május 26-án mutatták be, Magyarországon pedig szeptember 14-én.

## Cselekmény
Egy szellemspecialista a lányával járja a világot, amikor munkát kap egy szellemlakta házban. A ház a kapzsi tulajdonosok kezében van, akik a házban lévő kincsre vágynak. Ám a szellemspecialista lánya összebarátkozik a ház barátságos szellemével, Casperrel. Azonban a Szellemes Trió, nem szíveli a betolakodókat.

## Szereplők
| Szerep                         | Színész                                         | Magyar hang    |
| ------------------------------ | ----------------------------------------------- | -------------- |
| Nicky                          | Chauncey Leopardi                               |                |
| Andreas                        | Spencer Vrooman                                 |                |
| Carrigan Crittenden            | Cathy Moriarty                                  | Frajt Edit     |
| Paul 'Dibbs' Plutzker          | Eric Idle                                       | Balázs Péter   |
| Mr. Rugg                       | Ben Stein                                       | Beregi Péter   |
| Atya                           | Don Novello                                     | Józsa Imre     |
| Mr. Rogers                     | Fred Rogers                                     |                |
| Önmaga (másolat)               | Terry Murphy                                    | Kiss Erika     |
| Dr. James Harvey               | Bill Pullman                                    | Dörner György  |
| Kathleen `Kat` Harvey'         | Christina Ricci                                 | Dögei Éva      |
| Harvey meginterjúvolt páciense | Ernestine Mercer                                |                |
| Vic DePhillippi                | Garette Ratliff Henson                          | Tóth Barna     |
| Amber Whitmire                 | Jessica Wesson                                  | Csondor Kata   |
| Mr. Curtis                     | Wesley Thompson                                 | Koroknay Géza  |
| Diákok                         | Michael Dubrow J.J. Anderson Micah Winkelspecht | ?              |
| Részeg a bárban                | Michael McCarty                                 |                |
| Fantom                         | Mike Simmrin                                    |                |
| Amelia Harvey                  | Amy Brenneman                                   | Tóth Enikő     |
| Casper emberi alakban          | Devon Sawa                                      | Simonyi Balázs |
| Dr. Raymond Stantz             | Dan Aykroyd                                     |                |
| Szerep                         | Eredeti hang                                    | Magyar hang    |
| Casper                         | Malachi Pearson                                 | Simonyi Balázs |
| Riporter                       | Doug Bruckner                                   |                |
| Gizda                          | Joe Nipote                                      | Kocsis György  |
| Püffencs                       | Joe Alaskey                                     | Reviczky Gábor |
| Böhöm                          | Brad Garrett                                    | Kránitz Lajos  |
| Kriptaőr                       | John Kassir                                     |                |
| Arnold                         | Jess Harnell                                    |                |